# Филипос (летище)
Държавното кожанско летище „Филипос“ (на гръцки: Κρατικός Αερολιμένας Κοζάνης «Φίλιππος») е летище в Западна Македония, Гърция, на територията на дем Кожани. ИАТА кодът е KZI, а ИКАО кодът – LGKZ. Летището започва да оперира в 1950 година.